# Callopistria duplicilinea
Callopistria duplicilinea är en fjärilsart som beskrevs av Walker 1864. Callopistria duplicilinea ingår i släktet Callopistria och familjen nattflyn. Inga underarter finns listade i Catalogue of Life.